# جوليان كوك
جوليان كوك (بالإنجليزية: Julian Cook)‏ هو عسكري أمريكي، ولد في 7 أكتوبر 1916 في مونت هولي في الولايات المتحدة، وتوفي في 19 يونيو 1990 في كولومبيا في الولايات المتحدة.